# Demajagua
Demajagua es un barrio ubicado en el municipio de Fajardo en el estado libre asociado de Puerto Rico. En el Censo de 2010 tenía una población de 1.430 habitantes y una densidad poblacional de 359,93 personas por km².

## Geografía
Demajagua se encuentra ubicado en las coordenadas 18°17′15″N 65°39′19″O / 18.28750, -65.65528. Según la Oficina del Censo de los Estados Unidos, Demajagua tiene una superficie total de 3.97 km², de la cual 3.46 km² corresponden a tierra firme y (13.04%) 0.52 km² es agua.

## Demografía
Según el censo de 2010, había 1.430 personas residiendo en Demajagua. La densidad de población era de 359,93 hab./km². De los 1.430 habitantes, Demajagua estaba compuesto por el 73.15% blancos, el 12.45% eran afroamericanos, el 0.49% eran amerindios, el 0.21% eran asiáticos, el 9.3% eran de otras razas y el 4.41% pertenecían a dos o más razas. Del total de la población el 96.5% eran hispanos o latinos de cualquier raza.